# Eric Melvin
Eric Melvin (9 luglio 1966) è un chitarrista statunitense.
In alcuni casi chiamato solo Melvin, è la chitarra ritmica della band californiana punk rock NOFX. Ha fatto parte del gruppo fin dalle origini nel 1983. Il suo stile vocale è conosciuto col nome "Mel Yell."

## Curiosità
- Melvin, oltre alla chitarra elettrica è capace di suonare anche la fisarmonica

## Strumentazione

### Chitarre
- ESP Japan Les Paul Body Style
- 977 Gibson Les Paul

### Amplificatori
- Mesa Mark V
- Mesa Boogie Mark IV
- Mesa 4x12 cabinets
- Marshall Cabinets

### Effetti
- Audio Technica Wireless
- Furman Power Conditioner
- Korg DTR rack tuner
- Dunlop Crybaby Wah pedal
- Electro-Harmonix USSR Big Muff PI
- MXR 10 Band EQ
- Hotcake distortion pedal
- Boss Super Phaser
- Mesa Boogie Pedal[1]